# Xã Bassettville, Quận Decatur, Kansas
Xã Bassettville (tiếng Anh: Bassettville Township) là một xã thuộc quận Decatur, tiểu bang Kansas, Hoa Kỳ. Năm 2010, dân số của xã này là 35 người.